# Tokyobugten
35°25′N 139°47′Ø / 35.417°N 139.783°Ø
Tokyobugten (東京湾 Tōkyō-wan) er en bugt i Japans sydlige Kantou-region. Den strækker sig langs Tokyos kyst i Kanagawa-præfekturet og Chiba-præfekturet. Tokyobugten er forbundet til Stillehavet via Uragakanalen. Bugtens tidligere navn var Edobugten (江戸湾 Edo-wan). Tokyo bugt området et det tættest befolkede og det mest industrialiserede område i Japan.

## Etymologi
Tokyobugten var kendt som 内海 (Uchi-umi), eller "indre hav" i den tidlige historie. I Azuchi-Momoyama-perioden (1568 ; 1600) var bugten kendt som Edobugten pga. byen Edo. I moderne tid har den fået navnet Tokyobugten.

## Geografi
Tokyo Bay har en fremtrædende plads ved Kantou-flodsletten. Den er er omgivet af Bōsō-halvøen i Chiba-præfekturet i øst og Miura-halvøen i Kanagawa-præfekturet i vest. Kysten i Tokyobugten består af diluvial-plateau og der foregår en omfattende kysterosion.

### Grænser
I sin snævre definition er Tokyobugten området nord for en lige linje fra Cape Kannon i vest til Miura-halvøen til Cape Futtsu på øst Bōsō-halvøen. Dette areal er i alt på 922 km2.
I den bredere definition omfatter Tokyobugten også Uragakanalen. I denne definition omfatter bugten en område i lige linje nord for Cape Tsurugisaki i øst til Cape Sunosaki i vest på Boso-halvøen. Dette areal er i alt på 1.100 km2 . Tokyobugten og hele Uragakanalen omfatter et areal på i alt 1.500 km2.

### Vanddybde
Sandbanken mellem Cape Futtsu og Cape Honmaku kendes som Nakanose og har en vanddybde på 20 meter. Nord for dette område er bugten 40 meter dyb. Området syd for Nakanose er signifikant dybere ud mod Stillehavet.

### Øer
Den eneste naturlige ø i Tokyobugten er Sarushima på 0,055 km2. Sarushima var Bakumatsu-perioden beskyttet med et kanoner og Meiji-perioden var der et fort på øen. Japans flåde drev en afmagnetiseringsstation på øen under 2. verdenskrig. Øen er i dag ubeboet og udlagt som park.
Gennem Meiji-, Taisho-perioden blev bygget mange kunstige øer, der skulle fungere som forsvarsværker. Efter 2. verdenskrig blev disse øer omdannet til beboelse og rekreation. Odaiba også kendt som Daiba, var en af seks kunstige øer som blev konstrueret i 1853, med det formål at de skulle være forsvarsværker for Tokugawa-shogunatet i Edo, og den var kendt som Shinagawa Daiba. Efter 2. verdenskrig blev Yumenoshima planlagt som løsning til bortskaffelse af store mængder affald fra Tokyo-området. Øen blev bygget fra 1957 til 1967 og huser i dag talrige rekreative faciliteter. Hakkei Island (0,24 m2), tidligere fyldplads nummer 14, blev bygget i 1985 og er hjemsted for Yokohama Hakkeijima Sea Paradise. Øvrige kunstige øer omfatter Heiwa, Katsushima, Shōwa, Keihin og Higashiōgi øerne.

### Floder
Flere floder udmunder i Tokyobugten og de er alle en del af vandforsyningen til beboelses- og industriområderne langs bugten. Tama-floden og Sumida-floden udmunder i bugten ved Tokyo. Edo-floden udmunder i bugten mellem Tokyo og Chiba-præfekturet. Obitsu-floden og Yōrō-floden udmunder i bugten i Chiba-præfekturet.

### Inddæmning af land
Inddæmning af land har foregået langs Tokyobugten siden Meiji-perioden. Områder langs kysten med vanddybder på under 5 meter er de letteste at inddæmme med sten og sand fra bugten. Kystens topografi har derfor ændret sig væsentligt gennem historien. I alt er cirka 249 km² blevet inddæmmet.

### Broer
Tokyobugtens Aqua-Line bro/tunnel krydser Tokyobugten mellem Kawasaki og Kisarazu; Tokyo-Wan færge krydser også bugten gennem Uragakanalen mellem Kurihama (i Yokosuka) og Kanaya (i Futtsu).

### Dyreliv
Tokyobugten har historisk set været rig på fisk og anden aquakultur. Med industrialiseringen mødte disse industrier dog tilbagegang.

### Havne
En række af Japans vigtigste havne findes i Tokybugten. Havnen i Yokohama, havnen i Chiba, havnen i Tokyo, havnen i Kawasaki, havnen i Yokosuka og havnen i Kisarazu er alle blandt de travleste i Asien.

### Militærfaciliteter
Havnen i Yokosuka huser flådebaserne for United States Forces Japan og Japan Maritime Self-Defense Force.